# Oxypetalum helios
Oxypetalum helios är en oleanderväxtart som beskrevs av Farinaccio. Oxypetalum helios ingår i släktet Oxypetalum och familjen oleanderväxter. Inga underarter finns listade i Catalogue of Life.